# Shoot boxing
Shoot boxing (シュートレスリング Shūto Bokushingu?) (también escrito como shootboxing) es un deporte de combate de origen japonés que combina numerosas influencias del shoot wrestling y el kickboxing. Fue creado en 1995 por Caesar Takeshi.
El shoot boxing permite varios tipos de golpes, patadas y rodillazos, como el kickboxing y otros deportes de contacto. La principal diferencia con este deporte es que el shoot boxing permite proyecciones y sumisiones, pero estas últimas con la particularidad de que han de ser realizadas de pie. En general, el shoot boxing es descrito como shoot wrestling sin lucha en el suelo.

## Historia
Este deporte fue fundado en agosto de 1985 por el kickboxer Tomofumi "Caesar Takeshi" Murata, quien lo promovió con su empresa del mismo nombre. El primer evento tuvo lugar el 1 de septiembre de 1985.
Algunos peleadores de artes marciales mixtas (MMA), entre los que destaca Hayato Sakurai, comenzaron sus carreras en este deporte. Por su parte, algunas estrellas de K-1 comenzaron también en él, incluyendo a Andy Souwer, Albert Kraus, HAYATØ, Buakaw Por Pramuk y Davey Abdullah.